# کیجی کایموتو
کیجی کایموتو (به انگلیسی: Keiji Kaimoto) بازیکن فوتبال اهل ژاپن و عضو تیم ملی فوتبال ژاپن است که در تاریخ ۲۰ اکتبر ۲۰۰۰ میلادی اولین بازی ملی‌اش را انجام داد. او در ۱ بازی ملی حضور داشت و آخرین بازی ملی خود را در تاریخ ۲۰ اکتبر ۲۰۰۰ میلادی انجام داد. کیجی کایموتو در بازی‌های ملی‌اش
گلی به ثمر نرساند.